# Ulrike Köhler
Ulrike Köhler ist eine deutsche Juristin. Sie ist seit dem 1. Februar 2014 Richterin am Bundesfinanzhof.

## Leben und Wirken
Köhler studierte Rechtswissenschaften an der Friedrich-Alexander-Universität Erlangen-Nürnberg. Seit 1996 war sie zunächst im Bayerischen Staatsministerium der Finanzen tätig. 2003 erfolgte ihre Ernennung zur Richterin am Finanzgericht Nürnberg.
Das Präsidium des Bundesfinanzhofs wies Köhler dem VII. Senat zu, der neben Zoll- und Marktordnungsrecht in größerem Umfang für das Haftungs- und Vollstreckungsrecht, das allgemeine Recht der Abgabenordnung sowie das Steuerberatungsrecht zuständig ist.